# Dichotomius rugatus
Dichotomius rugatus là một loài bọ cánh cứng trong họ Bọ hung (Scarabaeidae).